# Crinolamia
Crinolamia is een geslacht van weekdieren uit de klasse van de Gastropoda (slakken).

## Soorten
- Crinolamia angustispira Bouchet & Warén, 1986
- Crinolamia dahli Bouchet & Warén, 1979
- Crinolamia edwardiensis (Watson, 1880)
- Crinolamia kermadecensis (Knudsen, 1964)
- Crinolamia ptilocrinicola (Bartsch, 1907)